# Aleurotrachelus urticicola
Aleurotrachelus urticicola là một loài côn trùng cánh nửa trong họ Aleyrodidae, phân họ Aleyrodinae.
Aleurotrachelus urticicola được Young miêu tả khoa học đầu tiên năm 1944.